# Hans Wilsdorf
Pour les articles homonymes, voir Fondation Hans Wilsdorf et Wilsdorf.
Hans Wilsdorf, né le 22 mars 1881 à Kulmbach en Bavière et mort le 6 juillet 1960 dans le canton de Genève, est un dirigeant d'entreprise germano-britannique, créateur de la marque de montres Rolex. Passionné de montres, il est l'homme qui rachète la marque horlogère Tudor et la développe à partir de modèles d'apparence très similaires à ceux proposés par Rolex.

## Biographie

### Enfance
Hans Wilsdorf naît à Kumbach, en Allemagne, de parents protestants, Anna et Johan Daniel Ferdinand Wilsdorf. Il est le second d'une fratrie de trois. Sa mère décède lorsqu'il est en bas âge. Peu après, alors qu'il n'a que 12 ans, son père décède à son tour, faisant de lui un orphelin. Son destin est alors placé entre les mains de ses oncles, qui vendent l'entreprise familiale florissante ayant appartenu à son grand-père puis à son père. Hans est envoyé avec son frère et sa sœur dans des internats réputés où ils reçoivent une excellente éducation,.
Hans Wilsdorf rédige son autobiographie et la publie en 1946, dans le cadre d'une œuvre de quatre tomes intitulée Rolex Jubilee Vade Mecum.Dans cette autobiographie il écrit: "Nos oncles n'étaient pas indifférents à notre sort. Néanmoins, j'ai du très tôt me débrouiller par moi-même, ce qui m'a appris à prendre soin de ce que je possédais et, en y réfléchissant bien, je pense que c'est ce qui a contribué à mon succès".
Hans Wilsdorf quitte l'Allemagne en 1893, après le décès de ses parents, pour poursuivre ses études en Suisse. Son don pour les mathématiques et les langues l'amènent à voyager et travailler à l'étranger. Il commence sa carrière en tant qu'apprenti dans une grande société d'exportation internationale de perles, une précieuse expérience qui jouera un rôle immense dans la suite de sa carrière.
En 1900, Hans Wilsdorf met un pied dans le monde de l'horlogerie lorsqu'il s'installe à La Chaux-de-Fonds pour travailler en tant que correspondant anglais et employé de la maison d'horlogerie Cuno Korten, rue Léopold Robert no 49, pour un salaire hebdomadaire de 80 francs suisses. La Feuille Officielle Suisse du Commerce (FOSC) annonce que la maison d'horlogerie Cuno Korten a été créée à La Chaux-de-Fonds en juillet 1899 par Cuno Korten, de Ohligs (Allemagne). Cuno Korten exporte pour plusieurs centaines de milliers de francs de montres de poche par an. Cuno Korten vend toutes sortes de montres et en fabrique quelques-unes de A à Z.
Hans Wilsdorf y est chargé de remonter chaque jour des centaines de montres de poche et de s'assurer que chacune d'elles indique l'heure avec exactitude. Pendant ces quelques années passées chez Cuno Korten, Hans Wilsdorf apprend beaucoup sur l'horlogerie et acquiert des connaissances précieuses sur les différents types de montres produites dans le monde. En mars 1908, à la suite du départ du titulaire, la raison de commerce Cuno Korten, horlogerie, à La Chaux-de-Fonds, sera radiée d'office comme l'indique la Feuille Officielle Suisse du Commerce (FOSC).

### 1905: La création de Wilsdorf & Davis
En 1903, Hans Wilsdorf s’installe en Angleterre, à Londres, et est embauché dans une autre société de montres haut de gamme. Puis, en 1905, il fonde sa propre compagnie avec l’aide financière de son beau-frère Alfred Davis. L’entreprise est située au 83 Hatton Gardens à Londres, en Angleterre. Au début des années 1900, les montres de poche sont omniprésentes, tandis que les montres-bracelets sont boudées. Hans Wilsdorf est l’un des premiers à déceler le potentiel des montres-bracelets et se donne comme mission de les populariser. Cette compagnie, tout d’abord appelée Wilsdorf & Davis, va se lancer sur le nouveau marché de la montre de poignet (alors que la norme de l’époque était la montre de gousset). L’objectif de Wilsdorf & Davis est de produire des montres de qualité à des prix abordables.
En 1902, alors à La Chaux-De-Fonds, il entend parler de la Maison Aegler, basée à Bienne, en Suisse, qui produit des "ébauches", des mouvements incomplets destinés à des petits mouvements de montre à échappement à ancre. En 1905, Hans se rend à Bienne et passe commande à la Maison Jean Aegler. Il s’agit alors de la plus grosse commande de montres-bracelets jamais effectuée. Commence alors un long partenariat entre Aegler et Rolex, jusqu’au rachat d'Aegler par Rolex un siècle plus tard.

### 1908: La création de Rolex
En 1958, à l'occasion du 50e anniversaire de Rolex, Hans Wilsdorf raconte comment lui est venu le nom de Rolex en 1908 :
"J'ai essayé de combiner les lettres de l'alphabet de toutes les manières possibles. En sont ressortis quelques centaines de noms, mais aucun d'eux ne me satisfaisait vraiment. Puis, un beau matin, alors que j'étais assis à l'étage d'un omnibus londonien qui remontait la rue Cheapside, encore tiré par des chevaux, un bon génie m'a soufflé à l'oreille "Rolex". Quelques jours plus tard, je déposais la marque Rolex, puis la faisais enregistrer officiellement en Suisse par Wilsdorf & Davis".
En 1914, une dizaine d'années après l'arrivée de Wilsdorf à Londres, la Première Guerre mondiale éclate. C'est à cette époque que Wilsdorf change le nom de Wilsdorf & Davis qui devient The Rolex Watch Company Ltd. Quatorze jours avant le début de la Première Guerre mondiale, le 14 juillet 1914, Rolex devient la première montre-bracelet de l'histoire à recevoir un certificat Classe "A" du célèbre Observatoire de Kew. La croissance de Rolex est fulgurante. En 1914, l'entreprise compte déjà plus de 40 employés.
En 1914 ; Hans Wilsdorf écrit :
« À mon avis... les montres de poche vont totalement disparaître et être définitivement remplacées par les montres-bracelets ! J'en suis convaincu et vous verrez que j'ai raison »
En 1915, le gouvernement britannique instaure des droits de douane de 33% pour financer l'effort de guerre qui poussent Rolex à transférer son siège international de Londres, en Angleterre, à Bienne, en Suisse. En 1919, Rolex déménage son siège à Genève exactement au 18 rue du Marché), en Suisse, où il est toujours établi à ce jour.
À la mort de sa femme en 1944, il décide de léguer toutes ses actions à une institution appelée la Fondation Hans Wilsdorf (qui détient encore en 2019 la société Rolex). Bien que ces fonds soient avant tout alloués à la recherche technique, une grande partie de ceux-ci iront à des œuvres de bienfaisance. En 1926, il crée le siège social de la marque Tudor.

### 1926: La "Rolex Oyster"
En 1927, Rolex fait breveter et lance sa première montre étanche viable d'un point de vue commercial sous le nom de "Rolex Oyster". Rolex sélectionne un détaillant horloger dans chaque ville et en fait des revendeurs exclusifs. Chacun installe une vitrine spéciale: un véritable aquarium avec des plantes, un poisson rouge et une montre bracelet Rolex Oyster. Les passants sont stupéfaits de voir cette montre fonctionner parfaitement alors qu'elle est totalement immergée.
Hans Wilsdorf se rend compte que l'avènement de la Rolex Oyster est une innovation majeure dans l'histoire de l'horlogerie et consacre des moyens considérables à sa publicité. Son premier ambassadeur de marque est une femme, la nageuse Mercedes Gleitze, qui traverse la Manche à la nage avec une Rolex Oyster au poignet. Après Mercedes Gleitze, Hans Wilsdorf se tourne vers le pilote automobile Sir Malcolm Campbell, qui représente Rolex en tant qu'ambassadeur de la marque. Entre 1924 et 1935, Malcolm Campbell pulvérise le record de vitesse sur terre à neuf reprises.

### 1931: La "Rolex Perpetual"
En 1931, quatre ans après avoir ébahi le monde entier avec la Rolex Oyster, qui était la première montre étanche, Rolex lance la première montre-bracelet équipée d'un mouvement mécanique automatique et la baptise "Rolex Perpetual". La Rolex Perpetual remonte automatiquement son mouvement en emmagasinant l'énergie produite par une masse oscillante bi-directionnelle qui pivote sur un axe central. Après la Rolex Oyster, la Rolex Perpetual révolutionne à son tour le monde de l'horlogerie.

### Seconde Guerre mondiale
Au début de la Seconde Guerre mondiale, les pilotes de la Royal Air Force achètent des montres Rolex pour remplacer leurs montres standard moins performantes. Mais lorsqu'ils sont capturés et envoyés dans des camps de prisonniers de guerre, leurs montres sont confisquées. En l'apprenant, Wilsdorf propose de remplacer toutes les montres confisquées sans demander de paiement jusqu'à la fin de la guerre, à condition que les officiers écrivent à Rolex et expliquent les circonstances dans lesquelles ils en ont été séparés et où ils sont détenus. Wilsdorf supervise lui même l'opération.

### La fondation Hans Wilsdorf
À la mort (de maladie) de sa première femme en 1944 et n'ayant pas eu d'enfants, il décide de léguer l'intégralité de ses parts à une institution appelée la Fondation Hans Wilsdorf crée en 1945 (qui détient encore en 2019 la société Rolex). Bien que ces fonds soient avant tout alloués à la recherche technique, une grande partie de ceux-ci iront à des œuvres de bienfaisance à Genève en Suisse.

### 1945: La Rolex Datejust
En 1945, Rolex signe une nouvelle première avec une montre-bracelet qui affiche la date dans un guichet sur le cadran. La Rolex Datejust révolutionne à nouveau le monde de l'horlogerie et s'affiche au poignet de grands chefs d'Etat comme Sir Winston Churchill ou le président des Etats-Unis Dwight D.Eisenhower.

### 1946: La création de Tudor
En 1946, Wilsdorf fonde la marque Tudor, une filiale de Rolex, qui propose des montres de qualité à des prix plus modestes. Le 6 mars 1946, Hans Wilsdorf déclare à propos de cette marque :
"Je souhaitais depuis quelques années créer une montre que nos représentants pourraient vendre à un prix plus abordable que nos modèles Rolex, mais qui offrirait la fiabilité qui fait la réputation de Rolex. J'ai donc décidé de constituer une société distincte, dont la mission sera de fabriquer et de commercialiser cette nouvelle montre. Cette société s'appelle la Tudor Watch Company"

### 1953: La Rolex Submariner
En 1953, Rolex lance sa première montre de plongée, la "Rolex Submariner". Rolex travaille avec le célèbre explorateur et aquanaute français Jacques-Yves Cousteau pour tester les premiers prototypes de la Submariner. La Submariner est commercialisée après son lancement au salon horloger de Bâle de 1954.

### 1955: La Rolex GMT-Master
En 1955, Rolex crée une autre "montre-outil" d'avant-garde, la GMT-Master. La GMT-Master reprend les caractéristiques propres à Rolex, dont le boitier étanche Oyster, le mouvement Perpetual, les aiguilles et les index luminescents, et y ajoute une aiguille 24 heures destinée à indiquer l'heure d'un second fuseau horaire. Elle est également équipée d'une lunette tournante 24 heures luminescente. Initialement, la GMT-Master est conçue pour les pilotes de la Pan Am, les navigateurs et les voyageurs longue distance.

### 1956: La Rolex Day-Date
Rolex lance le modèle Day-Date en 1956. Il s'agit de la première montre-bracelet pourvue à la fois d'un guichet indiquant le jour de la semaine et d'un autre indiquant la date. Son porteur peut ainsi prendre connaissance instantanément du jour exact de la semaine écrit en toutes lettres, ainsi que de la date. La Day-Date est assez similaire à la Rolex Datejust, avec un boitier de 36mm de diamètre, mais plus fin.

### 1956: La Rolex Milgauss
La Rolex Milgauss est lancée en 1956 avec le numéro de référence 6541. Cette montre dotée de propriétés anti-magnétiques spéciales est destinée aux scientifiques travaillant dans des laboratoires de recherche comme le CERN, à Genève, ainsi qu'aux employés de centrales électriques ou de structures médicales exposées à des champs magnétiques. La Rolex Milgauss originale était dotée d'une aiguille des secondes en forme d'éclair et ressemblait à de nombreux égards à la Rolex Submariner.

### 1960: Fin de vie
Fidèle à Genève tout au long de sa vie, Hans Wilsdorf meurt le 6 juillet 1960 à l'« Escale-Fleurie », sa résidence d’été genevoise. Il repose au Cimetière des Rois à Plainpalais aux côtés des deux femmes qu'il a eues dans sa vie. André Heiniger lui succède alors à la tête de Rolex.
Le legs et la contribution de Hans Wilsdorf au monde de l'horlogerie sont inégalés. La Fondation Hans Wilsdorf créée en 1945 est toujours à la tête de Rolex. Bien que Hans Wilsdorf soit décédé en 1960, sa fondation et la société Rolex ont continué d'appliquer rigoureusement sa philosophie et sa vision intemporelle avec succès.

## Hommage
À Genève, non loin du siège de Rolex, une rue a été nommée en son honneur. Le 30 août 2012, dans le canton de Genève, le pont Hans-Wilsdorf financé par la fondation Hans Wilsdorf est inauguré en remplacement de l'ancienne Passerelle de l'École-de-Médecine provisoire.